# 馬佳善
馬佳善 （Basil Marcus；1957年1月5日—），人稱「笑面虎」，南非籍騎師及練馬師，1990年至2002年曾於香港策騎，並曾經成為七屆香港冠軍騎師。其胞弟馬安東亦為騎師，亦曾在香港策騎6個馬季。

## 騎師經歷
馬佳善早年在南非策騎，1990年起到香港策騎，一直有穩定成績。1990年9月15日策林紅飛馬房「墨玉」首次出賽，1990年9月15日策林紅飛馬房「奇利威龍」取得首次頭馬，2002年3月17日最後一天出賽後
正式掛靴，在香港策騎共12個馬季，7次成為香港冠軍騎師，取得總共671場頭馬。1997至1998年度馬季，曾創下一季内取得98場頭馬的紀錄，至2003年馬季被韋達以106場打破。他曾先後擔任多個馬房主任騎師，包括林紅飛、許怡、愛倫及大衛希斯，後期則擔任馬會騎師。
馬佳善曾策騎多匹名駒，包括「翠河」、「原居民」、「活力先生」、「名利多」及「奔騰」等出戰主要錦標，共勝出本地一級賽19項，當中1993年策騎「翠河」成為香港三冠長途馬王，1995年則憑活力先生取得香港三冠短途馬王，皆為馬迷留下深刻印象。

## 練馬師經歷
2002年3月，馬佳善最後一次在香港上陣後，前往英國跟隨練馬師陳亮鏞，參與及學習馬房日常管理事務。2003年11月，馬佳善在其家鄉南非開普敦開始練馬事業。2006至2007年馬季，他與友人合夥擁有的南非馬匹精闢圖像，先後於開普敦堅尼及打吡取勝，並成為該季南非最佳3歲馬。2008年以沙漠聯線贏得南非金盃。
2006年9月，馬佳善重臨香港，與前冠軍練馬師簡炳墀出席「全港馬迷大募集-- 經典人物簽名會」，為馬迷送出親筆簽名照片留念。並於9月7日為《賽馬之星大道》進行打手印儀式。
2009年底，馬佳善將馬匹訓練基地從南非轉到新加坡，並將其在南非馬房內30匹馬帶到新加坡，但直至2010年5月才首次出賽，全年只取得8場頭馬。但2011年初，馬房發生「兵變」事件，養馬數目由50多匹跌至20多匹，馬房主任騎師柯麥克亦離任，至2011年8月結束新加坡業務回到南非。 
馬佳善的兒子馬恪斯（Adam Marcus），現為南非練馬師，是隨郭克後另一位最年輕取得南非級際賽冠軍的練馬師。

## 馬房主任騎師
- 林紅飛 （1990年）
- 許怡 （1992年）
- 愛倫 （1994年）
- 大衛希斯 （1997年）

## 主要勝出賽事
- 香港打吡大賽 (1次)[6] 1997「奔騰」
- 主席獎 (5次) 1992「娛樂之皇」、1993「赤鬥士」、1995 & 1996「活力先生 」、2000「大殺手」
- 香港冠軍暨遮打盃 (4次) 1991 - 1994「翠河」、1996「百勝威」、1998「原居民」
- 董事盃 (4次) 1993「翠河」、1995「活力先生」、1997「名利多」、2000「好跑得」
- 香港金盃 (3次) 1992 - 1994「翠河」、1998「原居民」
- 百週年紀念盃 (1次) 1995「活力先生」
- 紫荊短途錦標 (1次) 2002「魅力之城」

## 香港從騎成績
| 年度      | 冠  | 亞  | 季  | 殿  | 第五 | 出賽次數 | 所贏獎金（港元） | 備註            |
| --------- | --- | --- | --- | --- | ---- | -------- | ---------------- | --------------- |
| 1990-1991 | 43  | 32  | 43  | 32  | 27   | 330      | --               | 策騎首季 (亞軍) |
| 1991-1992 | 69  | 48  | 59  | 54  | 42   | 418      | --               | 第2季 (冠軍)    |
| 1992-1993 | 71  | 57  | 43  | 40  | 45   | 392      | --               | 第3季 (冠軍)    |
| 1993-1994 | 75  | 47  | 56  | 52  | 35   | 415      | --               | 第4季 (冠軍)    |
| 1994-1995 | 52  | 56  | 49  | 44  | 43   | 414      | --               | 第5季 (亞軍)    |
| 1995-1996 | 67  | 50  | 38  | 37  | 32   | 400      | --               | 第6季 (冠軍)    |
| 1996-1997 | 57  | 56  | 53  | 36  | 49   | 480      | --               | 第7季 (冠軍)    |
| 1997-1998 | 98  | 68  | 72  | 53  | 45   | 552      | --               | 第8季 (冠軍)    |
| 1998-1999 | 56  | 52  | 45  | 56  | 32   | 448      | --               | 第9季 (冠軍)    |
| 1999-2000 | 49  | 37  | 42  | 41  | 26   | 419      | --               | 第10季 (殿軍)   |
| 2000-2001 | 12  | 12  | 9   | 9   | 6    | 107      | --               | 第11季          |
| 2001-2002 | 22  | 15  | 25  | 19  | 22   | 232      | --               | 第12季          |
| 總計      | 671 | 530 | 534 | 473 | 404  | 4607     |                  |                 |

## 資料來源
1. 1 2  賽馬經典人物簽名會 吸引逾百馬迷參與 （页面存档备份，存于） 香港賽馬會，2006年9月5日
2. 1 2  蘋果頭條：馬佳善等緊返港開倉 的存檔，存档日期2014-07-28. 蘋果日報，2008年8月26日
3. ↑  馬佳善馬房兵變實力大損 的存檔，存档日期2014-07-26. 星島日報，2011年2月15日
4. ↑  馬佳善新加坡散倉 （页面存档备份，存于） 蘋果日報，2011年8月3日
5. ↑  馬迷偶像馬佳善 兒子南非撈得掂 （页面存档备份，存于） 蘋果日報，2014年4月5日
6. ↑  馬佳善 （页面存档备份，存于） 香港賽馬會